# Лягушонок Пепе
Лягушка Пе́пе (англ. Pepe the Frog, /ˈpɛpeɪ/) — известный интернет-мем. Персонаж, представляющий собой зелёную антропоморфную лягушку, впервые появился в комиксе Boy’s Club (издан на русском под названием «Пацанский клуб») за авторством Мэтта Фьюри (Matt Furie). Стал американским интернет-мемом в 2008 году, когда его популярность неуклонно возрастала в сообществах сайтов Myspace, Gaia Online и 4chan. К 2015 стал одним из наиболее популярных интернет-мемов на 4chan и Tumblr.
К 2016 году изображение Пепе было присвоено спорным движением альтернативных правых как свой символ. Антидиффамационная лига внесла некоторые изображения с лягушонком Пепе в свою базу символов ненависти в 2016 году, отметив при этом, что не все мемы с Пепе имеют расистскую направленность. После этого создатель Пепе высказывал неприятие использования Пепе в качестве символа ненависти.
Оригинальный мем со временем развился в несколько вариантов, например, Sad Frog (с англ. — «печальная лягушка»), Smug Frog (с англ. — «самодовольная лягушка»), Feels Frog (с англ. — «чувствительная лягушка»), лягушка «You will never…».

## История
Лягушка Пепе была придумана в 2005 году американским художником Мэттом Фьюри (Matt Furie). В качестве мема его изображение использовалось, начиная с первого выпуска комикса Boy’s Club. Предшественником Boy’s Club был любительский журнал Playtime, нарисованный Фьюри в программе Microsoft Paint, в котором был персонаж Пепе. Эта работа была опубликована в виде серии постов в блоге на Myspace в 2005 году.
В этом комиксе Пепе представлен в момент мочеиспускания с опущенными до щиколоток штанами, мотивы этого раскрывает фраза Пепе: «как же мне хорошо, чувак» (англ. feels good, man). Фьюри исключил эти посты при издании печатной версии комикса в 2006 году.
Пепе стал использоваться в блогах на Myspace и стал шуткой «для своих» на разных интернет-форумах. В 2008 году страница с Пепе и его фразой была отсканирована и загружена в раздел /b/ на 4chan, который был объявлен как «постоянный дом» для мема. Мем пришелся по душе пользователям 4chan, которые приспособили лицо Пепе и его фразу для отражения различных эмоций и ситуаций, например, меланхолии, гнева, удивления. Также оригинальный комикс, нарисованный черными линиями, был раскрашен. Пепе стал зелёным, приобрел коричневые губы и, иногда, носит синюю футболку. Мем Feels Guy (он же Wojak), изначально не имевший собственного значения и использовавшийся лишь для выражения чувства меланхолии, в комиксах пользователей постепенно становится партнером по диалогам с Пепе.
В 2014 году изображения с Пепе были загружены в социальные сети такими знаменитостями как Кэти Перри и Ники Минаж. По мере нарастания популярности Лягушонка Пепе по миру пользователи 4chan начали создавать особенно творческие и уникальные варианты мема, известные как «редкий Пепе» (англ. rare Pepe). Эти изображения, иногда в виде физического рисунка, размещались на аукционах типа eBay и были отображены в Крейгслист. Реакцией на нарастание популярности мема стал термин «normies» (или «normalfags»), означающих тех, кто использует Пепе вне интернета. В 2015 году Пепе попал на 6-ю позицию списка наиболее важных интернет-мемов по версии Daily News and Analysis, а также стал самым «ретвитнутым» мемом (то есть пересланным наибольшее число раз) в Twitter.
Мем Пепе изначально не имел расистского или антисемитского подтекста. Интернет-пользователи приняли персонажа и превратили его в мем, поместив лягушку в самые разные обстоятельства и придумав много разных мемов, связанных с ним. По мере распространения мема на онлайн-площадках, таких как 4chan, 8chan и Reddit, у которых немало пользователей, получающих удовольствие от создания расистских мемов и изображений, возникли различные мемы, связанные с Пепе, сосредоточённые на расистских, антисемитских или других подобных темах.
В феврале 2017 года газета «Коммерсантъ» назвала Пепе «самым политическим мемом».

### Присвоение альтернативными правыми
Во время президентского предвыборного марафона в 2016 году в США мем с Пепе ассоциировался с кампанией в поддержку Дональда Трампа. В октябре 2015 года Трамп переслал в Twitter изображение самого себя в образе Пепе, которое было связано с видео «You Can’t Stump the Trump (Volume 4)» («вам не выбить Трампа из игры, часть 4»). Позже по ходу кампании Роджер Стоун и Дональд Трамп (младший) загрузили изображение, пародирующее постер к фильмам серии «Неудержимые», озаглавленный «The Deplorables» («прискорбнейшие»). Этот постер обыгрывал довольно неосторожную фразу «basket of deplorables» («корзинка прискорбнейших»), брошенную Хиллари Клинтон. На постере было изображено лицо Пепе среди членов семейства Трампа и других личностей, популярных в среде альтернативных правых.
Во время кампании связь персонажа с белым национализмом и альтернативными правыми была обнажена разными новостными организациями.  В мае 2016 года журналистка Оливиа Нацци из The Daily Beast писала, что таким образом осуществлялась «настоящая кампания по возвращению Пепе от normies» и что «превращение Пепе в икону белого национализма» было явной целью некоторых альтернативных правых. В сентябре 2016 года на официальном сайте президентской кампании Хиллари Клинтон появилась статья, в которой Пепе описывался как «символ, связанный с превосходством белой расы», и обвинила кампанию Трампа в поддержке пропаганды этого мема. В том же месяце двое из источников статьи Нацци в The Daily Beast дали интервью изданию The Daily Caller, в котором рассказали о том, что они ранее получили инструкции для введения в заблуждение Нацци (главным образом о существовании кампании для возвращения Пепе), ожидая, что Нацци опубликует полученные сведения без их критического анализа. Как заявил один из них: «Вообще, мне было интересно совмещать крупицы правды, преувеличение многих вещей и откровенную ложь, чтобы заставить журналистку поверить в то, что сторонники Трампа в интернете — это такая большая группа джихадистски-настроенных создателей мемов, использующих лягушку из комикса для нацистской пропаганды. Потому что мне это было весело».
Как отмечает американская организация по борьбе с антисемитизмом «Антидиффамационная лига», с ростом «альтернативного правого» сегмента движения сторонников превосходства белой расы, количество «альтернативных правых» мемов про Пепе выросло, а тенденция усугубилась спорными президентскими выборами 2016 года. Организация сообщает, что хотя у мемов Пепе есть много защитников, использование расистских и фанатичных версий мемов Пепе, вероятнее всего, увеличивается, а не уменьшается. «Антидиффамационная лига» сообщает, что сам факт публикации мема Пепе автоматически не означает, что кто-то является расистом или сторонником превосходства белой расы. Однако, если сам мем носит расистский или антисемитский характер или если он появляется в контексте, содержащем нетерпимые или оскорбительные выражения или символы, то он мог быть использован в целях ненависти. Организация включила образ Пепе в свою базу символов ненависти, подчёркнув при этом, что большинство изображений с Пепе не содержат контекста ненависти.
В январе 2017 года Посольство России в Великобритании поместило в свой Twitter изображение Пепе в качестве ответа разным «умникам», призывавших Терезу Мэй торпедировать потеплевшие в то время отношения Трампа с Россией. Во время уличного интервью после инаугурации Трампа, сторонник идей о превосходстве белых Ричард Б. Спенсер, задумавшись при ответе на вопрос о значении значка с Пепе на его куртке, получил удар в лицо. Полученное из этой записи видео само по себе стало источником для ряда мемов.
В интервью журналу Esquire Фьюри так прокомментировал использование Пепе как символа ненависти: «Это — отстой, но я могу управлять им не более, чем любой, способный управлять лягушками в интернете». Издатель Фьюри, Fantagraphics Books, выпустил заявление, осуждающее «нелегальные и отталкивающие присвоения персонажа». В октябре 2016 года Фьюри опубликовал сатирическое толкование присвоения Пепе движением альтернативных правых The Nib. Эта публикация стала первым появлением персонажа после завершения комикса Boy’s Club в 2012 году. В мае 2017 года появился анонс о том, что Фьюри «убьет» Пепе из-за того, что его продолжают использовать как символ ненависти. Однако, в интервью Carol Off об As It Happens Фьюри заметил, что, несмотря на новости о смерти Пепе, фанаты не заметили его последнее изображение, где он говорит: «Конец — это шанс для нового начала». Также Фьюри сказал: «У меня есть кое-какие планы на счет Пепе, о которых я пока не могу говорить, но он воскреснет из пепла как феникс… в клубах дыма от марихуаны». Чуть позже Фьюри подтвердил свои планы «воскрешения» Пепе, анонсировав запуск краудфандинг-кампании по сбору средств на издание новой книги комиксов о Пепе.
В июне 2017 года продвигаемое мобильное приложение «Pepe Scream» (являвшееся клоном Flappy Bird) было изъято Apple из своего магазина App Store из-за наличия в приложении изображений Пепе. Разработчик приложения, известный как «MrSnrhms», поместил скриншот письма об изъятии приложения из App Store на формуме /r/The_Donald. Данное приложение по-прежнему доступно в Google Play.
Согласно материалам судебного процесса, начатого Фьюри против автора самостоятельно опубликованной им детской книги «Приключения Пепе и Педе» с присвоенным Пепе, содержит «темы ненависти, расизма и исламофобии». Иск был урегулирован вне суда в августе 2017 года. Согласно принятому решению, публикация книги должна быть прекращена, а все полученные с продаж книги средства должны быть переданы Совету по американско-исламским отношениям, некоммерческой американской организации по защите гражданских прав мусульман. Автор книги, проректор в Независимой окружной школе Дентона, был уволен после опубликования всех материалов.

## Кек
«Эзотерический кекизм» или «культ Кека» — это пародийная религия, основанная на поклонении Лягушке Пепе, которая произошла от созвучия жаргонного обозначения смеха («кек») и имени древнеегипетского божества темноты Кек, которое имело воплощение в виде лягушки. Это божество однажды было связано с Лягушкой Пепе на интернет-форумах. Этот интернет-мем происходит с интернет-форума 4chan и аналогичных ресурсов, в частности из разделов /pol/. Кек имеет явные отсылки к альтернативно правым и Дональду Трампу.
Изначально слово «кек» возникло как альтернатива слову «лол» и, вероятно, изначально было изобретено в среде игроков World of Warcraft. Связь с древнеегипетским божеством с тем же именем у слова появилась позднее. Выражение «эзотерический кекизм» само по себе является отсылкой к «эзотерическому гитлеризму» писательницы Савитри Деви.
Во время кампании президентских выборов в США в 2016 году Кек стал ассоциироваться с политикой альтернативно правых. Кека также связывают с появлением повторяющихся цифр на 4chan, как будто бы он имел возможность влияния на это посредством интернет-мемов.
На онлайн-форумах типа 4chan пользователи первыми стали замечать сходство между Кеком и персонажем Лягушка Пепе. Это слово широко используется, а пользователи 4chan рассматривают его как «Бога мемов».

## Кекистан
Кекистан — это вымышленная страна, созданная пользователями 4chan и ставшая политическим мемом и интернет-движением. Согласно статье Яна Милза Ченга на сайте Heat Street, это название является соединением слова «кек» и суффиксу -стан, который в персидском языке обозначает «место для…» (а также и окончание некоторых имён в существующих центральноазиатских странах). Кекистанцы идентифицируют себя как шитпостеры, преследуемые чрезмерной политкорректностью.

## Другое использование
- «Shadilay» — запись Marco Ceramicola под псевдонимом P.E.P.E в стиле итальянского диско на английском и итальянском языках, сделанная в 1986 году. Внимание к записи вновь было привлечено в 2016 году как из-за псевдонима исполнителя (P.E.P.E), так и из-за оформления обложки, на которой лягушка держит волшебную палочку[49].
- В ходе референдумов о флаге Новой Зеландии в качестве одного из вариантов был предложен Пепе[75][76][77].
- В январе 2017 года Wendy’s опубликовала запись в Twitter, в которой маскотом компании был Пепе вместо Wendy. Компания быстро удалила эту запись со следующим заявлением: «Наш менеджер сообщества был не в курсе недавних изменений, произошедших с мемом Пепе, поэтому то сообщение было удалено»[78][79].
- В Израиле Пепе использовался как символ в поддержку политической партии Ликуд[80].
- Петербургская художница пишет картины по мотивам мировых шедевров с Пепе в главной роли[81][82].